# العذراء (كوكبة)
العذراء (باللاتينية: Virgo) أو السنبلة هي كوكبة في دائرة البروج صورها اليونانيون في صورة عذراء ولكنهم اختلفوا في نسبتها، أما الصوفى فقد صورها بصورة امرأة رأسها يقع جنوب الصرفة (النجم الذي على طرف ذيل الأسد) وقدماها تقعان قدام «الزبانيين» الذين على كتفى الميزان ويسمى العرب النجوم الاربعة التي على منكبها الأيسر «العواء» وهي المنزلة الثالثة عشر من منازل القمر، أما ألمع نجومها فهو السماك الأعزل (السنبلة)Spica وسمى بالأعزل تمييزاً له عن «السماك الرامح». وتحتوى هذه الكوكبة على على العديد من المجرات البعيدة كما أنها تحتوى على م87.

## أهم النجوم
وسمى هذا البرج في المجسطى بالسنبلة وتدخل الشمس هذا البرج في بداية الخريف ومن أهم نجوم هذه الكوكبة:
- السماك الأعزل ويسمى أيضا بالسنبلة وهو أكثر ما يميز العذراء
- العراف وهو يوجد على الجناح الأيسر
- عريش
- المتقدم للقطاف

## اقرأ أيضا
- برج العذراء
- أبل 1835
- مجرتي التوائم السيامية